# 성덕도
성덕도교(聖德道敎)는 덕(德)과 도량(道亮)의 길(道)을 추구하는 종교로, 1952년 11월 19일 창시된, 대한민국의 신흥 민족 종교인데, 지금은 그 본부(성덕도 중앙 총련합 본부)가 현재, 대한민국의 경상북도 문경시 문경읍에 소재해 있기도 하다.
성덕도(聖德道)를 내세운 성덕교(聖德敎)라고도 일컫는 이 종교(성덕도교)는, 1952년 11월 19일 경상북도 대구시에서 처음 창시되어, 이후 경북 의성군, 경기 성남시 등으로 본부를 거듭 이전했다가, 지금은 마지막으로 이전한 그 본부(성덕도 중앙 총련합 본부)가, 현재 경북 문경시 문경읍 지역에 소재해 있다.
역대 수장 및 주요 간부를 언급하자면, 공동 창시자는 초대 도주(道主)인 월근 김옥재(月根 金沃載)와, 초대 법주(法主)인 법해 도학수(法海 都鶴姝, 또는 법해 도학주)이고, 주요 간부로 제2대 도주는 김희원(金羲園)이며, 제2대 법주는 김봉남(金奉南)이다.
현재 도종(성도사)은, 2017년 11월 19일 취임한, 옥양지 홍광연(玉良智 洪光連, 또는 옥량지 홍광련)이다.

## 주요 역대 수장(도주) 및 핵심 간부(법주)

### 도주(道主)
| 대수 | 역대 도주                | 직함       | 임기                             | 비고 |
| ---- | ------------------------ | ---------- | -------------------------------- | --- |
| 1    | 월근 김옥재(月根 金沃載) | 초대 도주  | 1952년 11월 19일~1955년 10월 3일 | 퇴임 5년 후 1960년 3월 30일, 전직 초대 도주 등을 지낸 월근 김옥재(月根 金沃載)가 향년 52세(세는나이)로 하세. |
| 2    | 김희원(金羲園)           | 제2대 도주 | 1955년 10월 3일~1975년 5월 29일  | 최장수 재직 성덕도 도주 기록.                                                                                |

### 법주(法主)
| 대수 | 역대 법주                | 직함       | 임기                             | 비고                          |
| ---- | ------------------------ | ---------- | -------------------------------- | ----------------------------- |
| 1    | 법해 도학수(法海 都鶴姝) | 초대 법주  | 1952년 11월 19일~1962년 7월 18일 | 차장수 재직 성덕도 법주 기록. |
| 2    | 김봉남(金奉南)           | 제2대 법주 | 1962년 7월 18일~1975년 5월 29일  | 최장수 재직 성덕도 법주 기록  |

### 성덕도 도주 및 법주 관련 기타 비고
- 1984년 11월 19일 제3대 도주와 제3대 법주가 모두 어언9년6개월여만에 퇴임한 것을 끝으로써, 그것과 동시에 도주제와 법주제가 모두 폐지된 직후부터, 초대 도종(제1세 성도사)으로 성덕도 수장 제도 체제를 개편 및 통일.

## 역사

### 성덕도의 창도
성덕도(聖德道)는 1952년(壬辰年) 도주(道主) 월근(月根) 김옥재(金沃載) 선생님과 법주(法主) 법해(法海) 도학수(都鶴姝) 선생님께서 민심을 순화(醇化)하며 세도(世道)를 바로잡고, 인류의 지상목표(至上目標)인 자유롭고 평화로운 도덕사회(道德社會)의 건설에 이바지하고자 창도하신 종교이다. 
천지(天地)는 아무리 말씀은 없으시나, 큰 은혜와 덕으로써 만물을 한 품에 품어 길러주시니, 인간이 대자연의 순환법칙(循環法則) 청정법도(淸靜法度)에 순응(順應)함이 곧 천지도리(天地道理)를 행하는 길이므로, 원형의정 천도지법(元亨義貞 天道之法)을 인의예지 인성지강(仁義禮智 人性之綱)으로 밝혀주시어 사람으로 행할 근본인 삼강오륜 인의예지(三綱五倫 仁義禮智) 도덕을 실천하고, 자성반성(自性反省)으로 인간 악성(惡性)을 고쳐 사람의 천성(天性)인 선령(善靈)을 찾음으로써 인간고애(人間苦埃)에서 벗어나 지상낙원(地上樂園)에서 영원영복(永遠永福)을 누릴 수 있는 대도(大道)를 펴신 것이다.

### 성덕도의 취지
성스러운 덕화의 길을 본받아서 인생의 근본인 삼강오륜을 실천하고 마음을 닦아 천성선령(天性善靈)인 자성자불(自性自佛)을 찾고 자성반성으로 회개천선(悔改遷善)하여 대중과 교화화친(敎化和親)하는 정신을 살리기 위하여, 자성반성(自性反省), 미신타파(迷信打破), 문맹퇴치(文盲退治), 도덕정신(道德精神)을 실천 덕목으로 삼고 청심주(淸心呪)인 무량청정정방심(無量淸靜正方心)을 독송하여 내 마음을 맑혀 영심을 찾아 자아완성에 정진하며 교화중생(敎化衆生) 활인(活人)함으로써 상생상화(相生相和)의 도덕사회 건설을 목적으로 한다.

### 성덕도의 창도 배경
성덕도가 창도된 1952년 전후(戰後) 인류 세계는 인종차별과 사상대립으로 인한 끊임없는 전쟁의 발발로 대량 살상무기가 동원되어 그로 인해 한꺼번에 많은 생명이 희생 되었다. 사람들은 질병, 빈곤과 공포에 시달리고 있었으며, 불신, 이기심, 무절제한 문물과 사조로 야기된 가치관 혼란으로 사회 기강과 도덕심 해이가 만연된 상황이었다. 특히 한국 사회는 내환과 외세로 인하여 시작된 격변의 시대를 겪고 나서 동족상잔의 아픔을 겪어야 했다.
세도(世道)를 만회(挽回)하고 인심을 순화코자 구세제민의 뜻을 둔 창도주 두 분의 득도의 과정은 열악한 환경 속에서 인간고를 만사상(萬事嘗)하시고 이심물문리(以心物文理)로 철(哲)하시니, 우주 대자연의 이치가 오직 사람의 지각 중심에 있음으로 본성인 청정심(淸靜心)을 찾아 자신과 사해동포와 삼라만상이 도덕으로 하나가 되기를 염원했다.
인류가 화목으로 융합할 수 있도록 하시고 인류사회는 도덕문명을 진보시켜야 물질문화가 발달되고 풍부할 것이며, 물질문화를 앞세우면 도덕문화가 퇴보된다고 하시며 철저한 도덕적 가치관을 정립했다. 과거 물질문명을 앞세우던 시대를 벗어나 이때는 도덕문명 지각으로써 내 할 일 내가 하면 빈곤하지 않고 화목도의로써 다 잘 살 수 있는 도를 펴 놓으신 것이다.